# Палки (Могилёвская область)
Па́лки (бел. Палкі) — деревня в составе Обидовичского сельсовета Быховского района Могилёвской области Республики Беларусь.

## Население
- 2009 год — 142 человека

## Достопримечательность
- Братская могила —  Историко-культурная ценность Республики Беларусь, шифр 513Д000270.